# 6.º Batallón de Infantería de la Luftwaffe
El 6.º Batallón de Infantería de la Luftwaffe (6. Infanterie-Bataillon der Luftwaffe) fue una unidad de la Luftwaffe durante la Segunda Guerra Mundial.

## Historia
Fue formado en octubre de 1944 con 4 compañías. Probablemente sirvió en el norte de Croacia, bajo el XVII Comando Administrativo Aéreo. Fue disuelto en abril de 1945.